# Cis picicollis
Cis picicollis es una especie de coleóptero de la familia Ciidae.

## Distribución geográfica
Habita en Nueva Zelanda.